# .ca
A .ca Kanada internetes legfelső szintű tartomány kódja, melyet 1987-ben hoztak létre. Akik ez alá a cím alá kívánnak regisztrálni, valamilyen kapcsolatban kell lenniük az országgal. Néhány példa erre:
- nagykorú kanadai állampolgár
- állandó lakhellyel Kanadában rendelkező személy
- bejegyzett kanadai szervezet
- inuit, mesztic, vagy más, Kanadában honos nemzet tagja
- olyan indián csoport, mely az erről rendelkező törvényben fel van sorolva.
- külföldi illetőségű, akinek védjegye be van jegyezve Kanadában
- kormányzati szervek

A kérvényezők regisztrálhatnak közvetlenül a második, vagy tartományonként meghatározott harmadik szintre is.

## Második szintű tartományok
A következő lista még a központi felügyelet előtti időkből származik, mikor minden tartomány saját maga kezelte a címeket. A szövetségi szinten érdekelt cégek közvetlenül a .ca alá, míg helyi cégek a saját tartományuk szintje alá regisztráltak. Most bármelyik fent felsorolt személy bármelyik szintre regisztrálhat. A tartománykódok:
- .ab.ca: Alberta
- .bc.ca: Brit Columbia
- .mb.ca: Manitoba
- .nl.ca: Újfunland és Labrador
- .ns.ca: Nova Scotia
- .nt.ca: Északnyugati területek
- .nu.ca: Nunavut
- .on.ca: Ontario
- .pe.ca: Prince Edward-sziget
- .qc.ca: Québec
- .sk.ca: Saskatchewan
- .yk.ca: Yukon

## Fordítás
- Ez a szócikk részben vagy egészben a  .ca című angol Wikipédia-szócikk fordításán alapul.  Az eredeti cikk szerkesztőit annak laptörténete sorolja fel. Ez a jelzés csupán a megfogalmazás eredetét és a szerzői jogokat jelzi, nem szolgál a cikkben szereplő információk forrásmegjelöléseként.